# Schlierbach (Haut-Rhin)
Pour les articles homonymes, voir Schlierbach.
Schlierbach est une commune française de l'aire urbaine de Mulhouse située dans la circonscription administrative du Haut-Rhin et, depuis le 1er janvier 2021, dans le territoire de la Collectivité européenne d'Alsace, en région Grand Est.
Cette commune se trouve dans la région historique et culturelle d'Alsace.
Ses habitants sont les Schlierbachois et les Schlierbachoises.

## Géographie

### Communes limitrophes
| Landser           | Dietwiller  | Niffer |
| Steinbrunn-le-Bas | Schlierbach | Kembs  |
| Kœtzingue         | Geispitzen  |        |

### Hydrographie
La commune est dans le bassin versant du Rhin au sein du bassin Rhin-Meuse. Elle n'est drainée par aucun cours d'eau,.

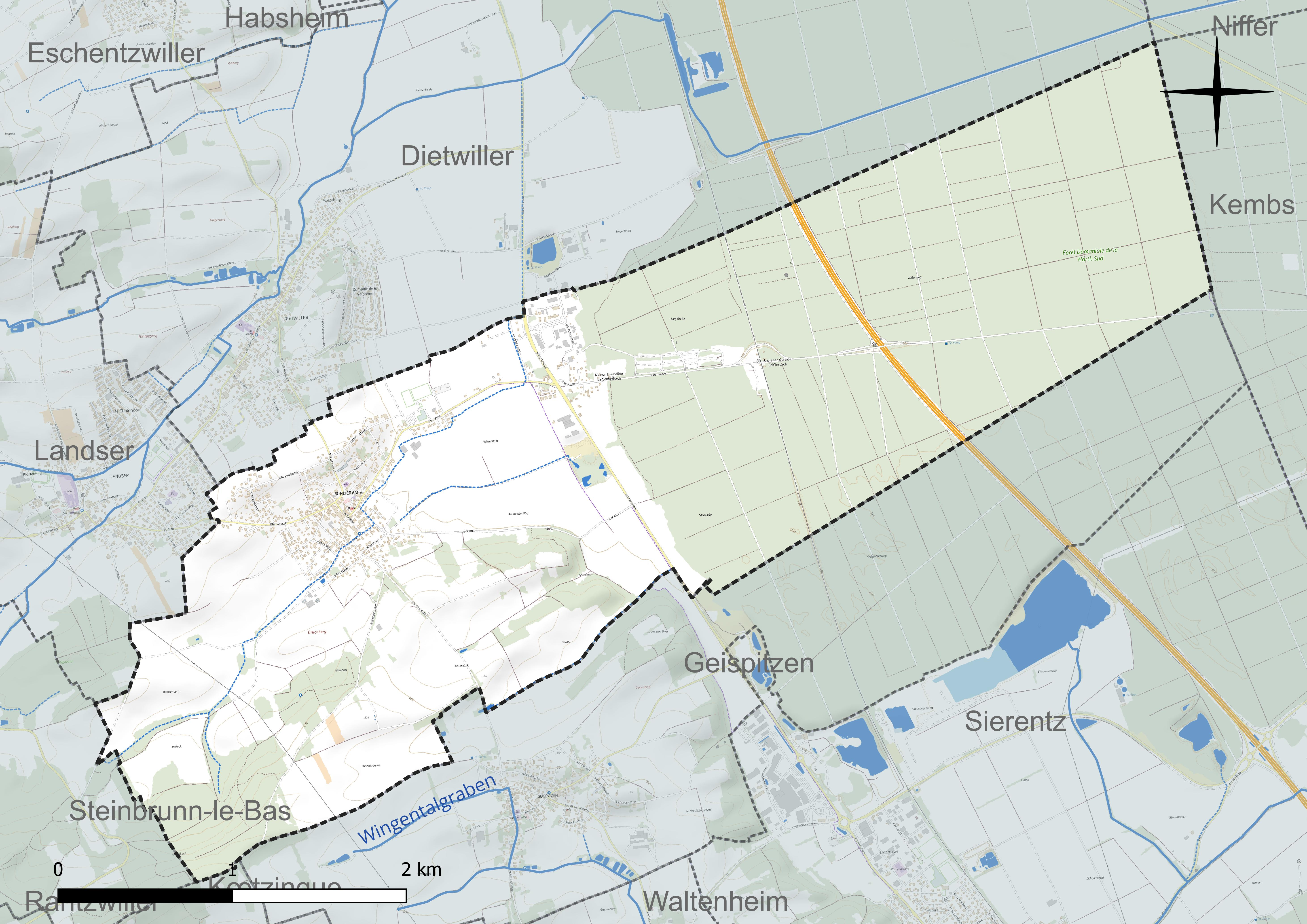
Réseau hydrographique de Schlierbach.

### Climat
Pour des articles plus généraux, voir Climat du Grand Est et Climat du Haut-Rhin.
En 2010, le climat de la commune est de type climat océanique altéré, selon une étude du Centre national de la recherche scientifique s'appuyant sur une série de données couvrant la période 1971-2000. En 2020, Météo-France publie une typologie des climats de la France métropolitaine dans laquelle la commune est exposée à un climat semi-continental et est dans la région climatique Alsace, caractérisée par une pluviométrie faible, particulièrement en automne et en hiver, un été chaud et bien ensoleillé, une humidité de l’air basse au printemps et en été, des vents faibles et des brouillards fréquents en automne (25 à 30 jours).
Pour la période 1971-2000, la température annuelle moyenne est de 10,4 °C, avec une amplitude thermique annuelle de 17,6 °C. Le cumul annuel moyen de précipitations est de 677 mm, avec 8,7 jours de précipitations en janvier et 9,3 jours en juillet. Pour la période 1991-2020, la température moyenne annuelle observée sur la station météorologique de Météo-France la plus proche, « Mulhouse », sur la commune de Mulhouse à 9 km à vol d'oiseau, est de 11,1 °C et le cumul annuel moyen de précipitations est de 747,6 mm. 
La température maximale relevée sur cette station est de 39,4 °C, atteinte le 13 août 2003 ; la température minimale est de −21,5 °C, atteinte le 10 février 1956,,.
Les paramètres climatiques de la commune ont été estimés pour le milieu du siècle (2041-2070) selon différents scénarios d'émission de gaz à effet de serre à partir des nouvelles projections climatiques de référence DRIAS-2020. Ils sont consultables sur un site dédié publié par Météo-France en novembre 2022.

## Urbanisme

### Typologie
Au 1er janvier 2024, Schlierbach est catégorisée bourg rural, selon la nouvelle grille communale de densité à sept niveaux définie par l'Insee en 2022.
Elle appartient à l'unité urbaine de Landser, une agglomération intra-départementale regroupant trois  communes, dont elle est ville-centre,,. Par ailleurs la commune fait partie de l'aire d'attraction de Bâle - Saint-Louis (partie française), dont elle est une commune de la couronne,. Cette aire, qui regroupe 94 communes, est catégorisée dans les aires de 200 000 à moins de 700 000 habitants,.

### Occupation des sols
L'occupation des sols de la commune, telle qu'elle ressort de la base de données européenne d’occupation biophysique des sols Corine Land Cover (CLC), est marquée par l'importance des forêts et milieux semi-naturels (55,7 % en 2018), une proportion identique à celle de 1990 (55,7 %). La répartition détaillée en 2018 est la suivante : 
forêts (55,7 %), terres arables (31,3 %), zones urbanisées (5,9 %), zones agricoles hétérogènes (4,8 %), zones industrielles ou commerciales et réseaux de communication (2,2 %). L'évolution de l’occupation des sols de la commune et de ses infrastructures peut être observée sur les différentes représentations cartographiques du territoire : la carte de Cassini (XVIIIe siècle), la carte d'état-major (1820-1866) et les cartes ou photos aériennes de l'IGN pour la période actuelle (1950 à aujourd'hui).

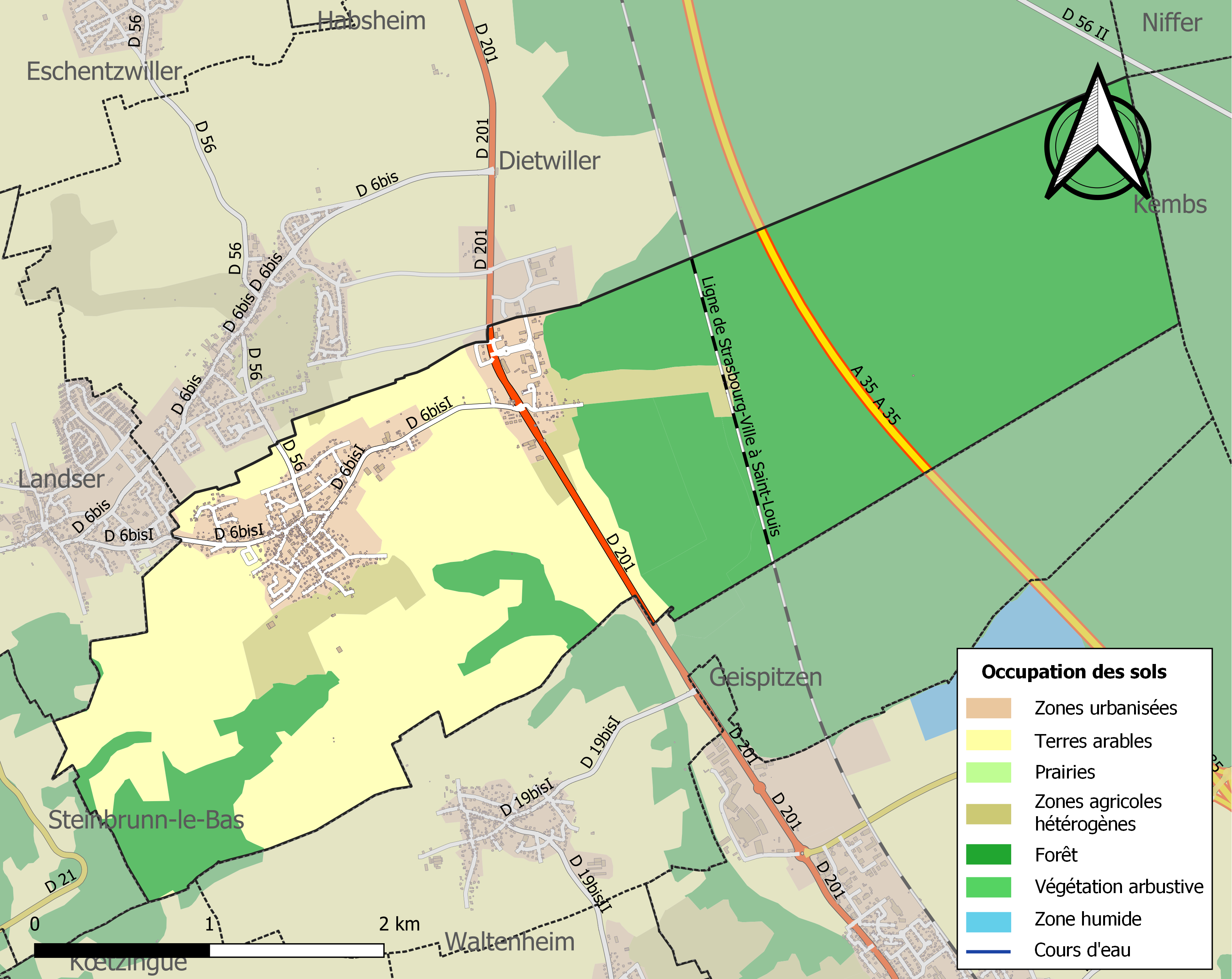
Carte des infrastructures et de l'occupation des sols de la commune en 2018 (CLC).

## Histoire
C'est en 877 que l'on trouve la première mention de Slierbach dans un document daté du 15 avril 877. Slier signifierait marécage ou limon. La terminaison bach permet de dater le village de l'époque des Francs, qui occupèrent le Sundgau au VIIe siècle.
1364 est l'année de la création à Schlierbach d'un hospice religieux servant de gîte d'étape.
Les guerres entre confédérés suisses et Habsbourg seigneurs du Sundgau  entraînent pillages et incendies du village de 1445 à 1468.
La construction du clocher de l'église date de 1576.
En 1633 pendant la guerre de Trente Ans, les Suédois incendient le village en représailles  contre les Habsbourg.
Avec le traité de Westphalie en 1648, Schlierbach et le Sundgau deviennent français.
1813-1814, fin des guerres napoléoniennes et invasion allemande.
Durant la Seconde Guerre mondiale, les villageois évacués sont accueillis à Lauzun (Lot-et-Garonne) en 1940.

## Politique et administration

### Liste des maires
| Période                                  | Période  | Identité         | Étiquette | Qualité |
| ---------------------------------------- | -------- | ---------------- | --------- | ------- |
| Les données manquantes sont à compléter. |          |                  |           |         |
| mars 2001                                | 2014     | Gérard Bruetschy | UDI       |         |
| mars 2014                                | En cours | Bernard Juchs    |           |         |

### Jumelages
- Orgelet (Jura)  (France) dans le Jura ;
- Schlierbach (Autriche) dans le Haute-Autriche ;
- Schlierbach (Suisse) dans le canton de Lucerne.

## Population et société

### Démographie
L'évolution du nombre d'habitants est connue à travers les recensements de la population effectués dans la commune depuis 1793. Pour les communes de moins de 10 000 habitants, une enquête de recensement portant sur toute la population est réalisée tous les cinq ans, les populations de référence des années intermédiaires étant quant à elles estimées par interpolation ou extrapolation. Pour la commune, le premier recensement exhaustif entrant dans le cadre du nouveau dispositif a été réalisé en 2007.

En 2022, la commune comptait 1 290 habitants, en évolution de +6,09 % par rapport à 2016 (Haut-Rhin : +0,66 %, France hors Mayotte : +2,11 %).
| 1793 | 1800 | 1806 | 1821 | 1831 | 1836 | 1841 | 1846 | 1851 |
| ---- | ---- | ---- | ---- | ---- | ---- | ---- | ---- | ---- |
| 718  | 780  | 799  | 780  | 816  | 810  | 825  | 793  | 833  |

| 1856 | 1861 | 1866 | 1871 | 1875 | 1880 | 1885 | 1890 | 1895 |
| ---- | ---- | ---- | ---- | ---- | ---- | ---- | ---- | ---- |
| 761  | 766  | 768  | 770  | 721  | 689  | 624  | 603  | 604  |

| 1900 | 1905 | 1910 | 1921 | 1926 | 1931 | 1936 | 1946 | 1954 |
| ---- | ---- | ---- | ---- | ---- | ---- | ---- | ---- | ---- |
| 574  | 595  | 598  | 524  | 525  | 507  | 506  | 537  | 522  |

| 1962 | 1968 | 1975 | 1982 | 1990 | 1999 | 2006  | 2007  | 2012  |
| ---- | ---- | ---- | ---- | ---- | ---- | ----- | ----- | ----- |
| 527  | 545  | 613  | 705  | 801  | 930  | 1 053 | 1 070 | 1 137 |

| 2017  | 2022  | - | - | - | - | - | - | - |
| ----- | ----- | - | - | - | - | - | - | - |
| 1 227 | 1 290 | - | - | - | - | - | - | - |

### Sports
- Club de football : A.S. Schlierbach[22].

## Culture locale et patrimoine

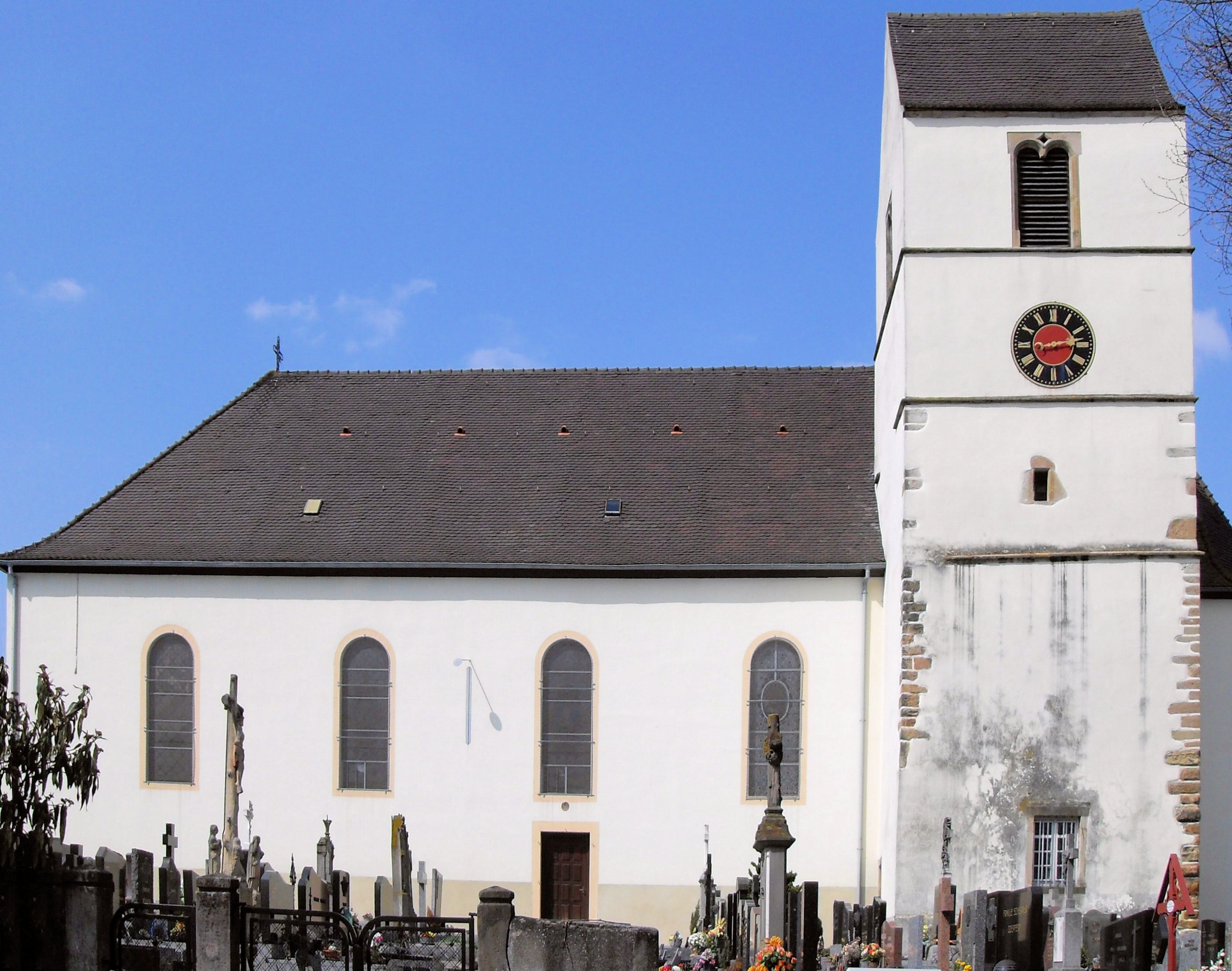
L'église Saint-Léger.

### Lieux et monuments
- Chapelle Notre-Dame et chapelle des Malgré-nous, édifice non protégé par les Monuments Historiques[23].
- Le presbytère de Schlierbach, ancien prieuré de l'abbaye de Lucelle (1723-1725)[24].
- Église paroissiale Saint-Léger[25].

### Personnalités liées à la commune
- Elisabeth Hauger, (1825-1915), née à Schlierbach et Christophe Hugenschmidt (1826-1893), né à Schlierbach (employé de la maison de l'Empereur Napoléon III) sont les parents d'Arthur Hugenschmidt (1862-1929) qui permit à Clemenceau d'exiger le retour de l'Alsace-Lorraine au traité de Versailles.

Napoléon III, serait le père biologique d'Arthur Hugenschmidt, déclaré à l'État civil comme étant le fils de Christophe et d'Elisabeth.
- Karl Meyer (1894-1917), as de l'aviation allemande de la Première Guerre mondiale, y est né.

### Héraldique
| Blason de Schlierbach (Haut-Rhin) | Blason  | Parti : au premier de sable au lion contourné d'or, lampassé de gueules, au second d'or à la croix de sable. |
| Blason de Schlierbach (Haut-Rhin) | Détails | |